# دوري جرينلاند لكرة القدم 1994
دوري جرينلاند لكرة القدم 1994 هو موسم من دوري جرينلاند لكرة القدم. فاز فيه Boldklubben af 1967 ‏.